# Lòbul principal

Un diagrama de radiació de l'antena "polar". La distància radial des del centre representa la força del senyal.

En una antena de ràdio, el lòbul principal o feix principal és la regió del patró de radiació que conté la potència més alta o que presenta la intensitat de camp més gran.
El patró de radiació de la majoria de les antenes mostra un patró de " lòbuls " en diverses direccions, on la intensitat del senyal radiada arriba a un màxim local, separats per " nuls ", en què la radiació cau a zero. En una antena direccional en la qual l'objectiu és emetre les ones de ràdio en una direcció, el lòbul en aquesta direcció està dissenyat per tenir una intensitat de camp més alta que les altres, de manera que en un gràfic del patró de radiació sembla més gran; aquest és el lòbul principal. Els altres lòbuls s'anomenen " lòbuls laterals " i solen representar radiació no desitjada en direccions no desitjades. El lòbul lateral en direcció oposada al lòbul principal s'anomena " lobul posterior ".

Escaneig electrònic d'un lòbul principal d'una matriu en fase. Hi ha lòbuls principals d'ordre superior quan l'exploració es realitza a una àmplia gamma.

El patró de radiació referit anteriorment sol ser el patró de radiació horitzontal, que es representa en funció de l'azimut al voltant de l'antena, encara que el patró de radiació vertical també pot tenir un lòbul principal. L'amplada del feix de l'antena és l'amplada del lòbul principal, normalment especificada per l'amplada del feix de potència mitjana (HPBW), l'angle abastat entre els punts del costat del lòbul on la potència ha caigut a la meitat (-3 dB) de el seu valor màxim.
Els conceptes de lòbul principal i lòbuls laterals també s'apliquen a l'acústica i l'òptica, i s'utilitzen per descriure el patró de radiació de sistemes òptics com telescopis, i transductors acústics com micròfons i altaveus.